# Keanu Reeves
Keanu Charles Reeves (pronunciado [kiˈɑːnuː]; Beirut, 2 de septiembre de 1964) es un actor y músico canadiense. Ha recibido numerosos reconocimientos en el cine que abarca cuatro décadas. En 2020, The New York Times lo clasificó como el cuarto mejor actor del siglo XXI, y en 2022 la revista Time lo nombró una de las 100 personas más influyentes del mundo. Es conocido por sus papeles protagónicos en películas de acción, su amable imagen pública y sus esfuerzos filantrópicos.
Es conocido por interpretar a Neo en Matrix y a John Wick en la saga John Wick. Tiene entre su repertorio las comedias de la franquicia de Bill y Ted (1989-2020); los thrillers de acción Point Break (1991), Speed (1994) y la franquicia John Wick (2014-2023); el thriller psicológico The Devil's Advocate (1997); el thriller sobrenatural Constantine (2005); y la saga de ciencia ficción y acción The Matrix (1999-2021). También ha participado en películas dramáticas como Dangerous Liaisons (1988), My Own Private Idaho (1991) y Little Buddha (1993), así como en la película de terror y romance Bram Stoker's Dracula (1992) en el papel de Jonathan Harker. 
Reeves ha ganado el reconocimiento de la crítica por su interpretación. Un crítico del New York Times elogió su versatilidad y dijo que «muestra una disciplina y un rango considerables ... se mueve fácilmente entre la actitud abotonada que se adapta a la historia de un procedimiento policial y la manera despreocupada de sus papeles cómicos». Sin embargo, ha pasado gran parte de su carrera siendo encasillado. Un arco recurrente de sus personajes en muchos papeles que ha interpretado es el de salvar el mundo, como se puede ver en los personajes de Ted Logan, Siddhartha Buddha, Neo, Johnny Mnemonic, John Constantine y Klaatu. La franquicia de John Wick representó un retorno a los elogios críticos y el éxito comercial de Reeves. Ha ganado varios premios, y tiene una estrella en el paseo de la fama de Hollywood. Debido a sus papeles, es conocido como "el padrino del ciberpunk".
En teatro, actuó como el Príncipe Hamlet para la producción de Hamlet en el Manitoba Theatre Center. Es músico y tocó el bajo para las bandas Dogstar y Becky. Escribió el texto de un libro de imágenes, Oda a la felicidad, También ha producido un documental. Side by Side, y ha dirigido la película de artes marciales Man of Tai Chi.

## Biografía
Keanu Charles Reeves nació en Beirut el 2 de septiembre de 1964, es 
hijo de Patricia Taylor, diseñadora de vestuario y artista, y Samuel Nowlin Reeves, Jr. Su madre es inglesa, oriunda de Essex. Su padre, un estadounidense de Hawái, es de ascendencia china, hawaiana, inglesa, irlandesa y portuguesa. Reeves ha dicho: "Mi abuela es china y hawaiana, así que estuve cerca del arte, los muebles y la cocina chinas a medida que crecía". También ha hablado de su ascendencia inglesa, mencionando ver programas de comedia como The Two Ronnies durante su infancia y cómo su madre impartió modales en inglés que mantuvo hasta la edad adulta. La madre de Reeves estaba trabajando en Beirut cuando conoció a su padre.
Se educó en Comunión Anglicana, (Iglesia Anglicana de Canadá), desde 1970 tiene como residencia principal Toronto, Ontario (Canadá).
El padre de Reeves obtuvo su GED mientras estaba preso en Hawái por vender heroína en el Aeropuerto Internacional de Hilo. Abandonó a su esposa y a su familia cuando Reeves tenía tres años, pero él lo conoció cuando tenía seis años. Se reunieron por última vez en la isla de Kauai cuando tenía 13 años. Después de que sus padres se divorciaran en 1966, su madre se convirtió en diseñadora de vestuario y se mudó con la familia a Sídney y luego a Nueva York, donde se casó con Paul Aaron, un director de Broadway y Hollywood, en 1970. La pareja se mudó a Toronto, Ontario, y se divorció en 1971. Cuando Reeves tenía 15 años, trabajó como asistente de producción en las películas de Aaron. La madre de Reeves se casó en 1976 con Robert Miller, un promotor de música rock, del que se divorciaría en 1980. Posteriormente, se casó con un peluquero llamado Jack Bond. El matrimonio se disolvió en 1994. Los abuelos y las niñeras cuidaban de él y sus hermanas, y Reeves creció principalmente en el vecindario de Yorkville en Toronto.
En el transcurso de cinco años, asistió a cuatro escuelas secundarias, incluida la Escuela de Artes Etobicoke, de la que fue expulsado. Reeves declaró que lo echaron porque era "demasiado astuto y hablaba más de la cuenta con demasiada frecuencia ... [él] no era generalmente la máquina mejor engrasada de la escuela". Tuvo éxito como portero de hockey sobre hielo en la Universidad de La Salle. Soñaba con jugar al hockey sobre hielo para Canadá, pero una lesión lo obligó a considerar otras profesiones. Después de dejar La Salle, asistió a la Escuela Alternativa Secundaria Avondale, lo que le permitió obtener una educación mientras trabajaba como actor. Más tarde, la abandonó y no obtuvo un diploma de escuela secundaria.

## Carrera

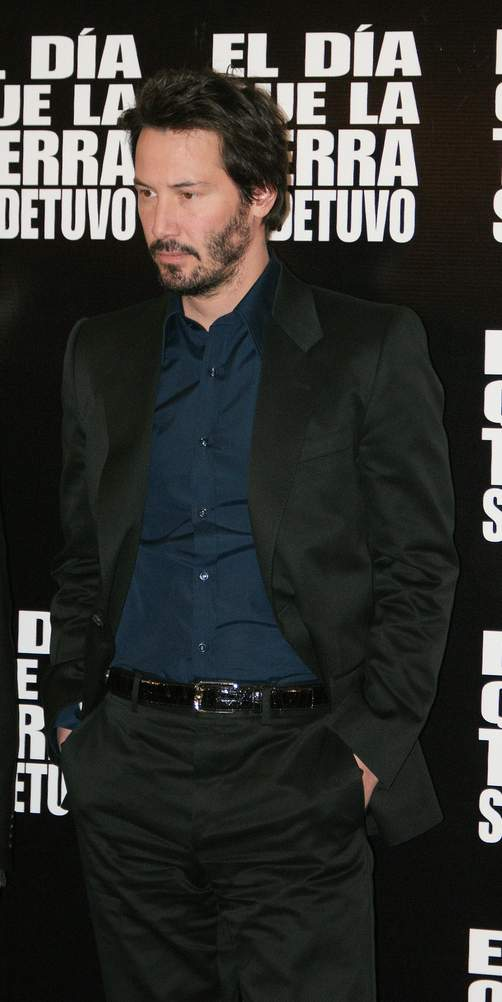
Reeves promocionando El día que la tierra se detuvo en México en 2008.

### Primeros trabajos: 1980-1986
Reeves comenzó su carrera como actor a la edad de nueve años, apareciendo en una producción teatral de Damn Yankees. A los 15 años, interpretó a Mercutio en una producción teatral de Romeo y Julieta en el Teatro Leah Posluns. Abandonó la escuela secundaria cuando tenía 17 años. Obtuvo una tarjeta verde a través de su padrastro estadounidense y se mudó a Los Ángeles tres años después. Debutó como actor en un episodio de Hangin 'In. A principios de la década de 1980, apareció en anuncios de publicidad (incluido uno para Coca-Cola), cortometrajes que incluían el drama de la NFB One Step Away y trabajos en teatro como el éxito de culto de Brad Fraser Wolfboy en Toronto. En 1984, fue corresponsal del programa juvenil de Canadian Broadcasting Corporation TV Going Great.
Su primera aparición en una película de estudio fue Youngblood (1986), en la que interpretó a un portero quebequense. Poco después del lanzamiento de la película, condujo hasta Los Ángeles en su Volvo 122 de 1969. Su padrastro había convencido a Erwin Stoff por adelantado para que fuera el gerente y agente de Reeves. Stoff ha seguido siendo su mánager y ha coproducido muchas de sus películas.

### Avance: 1986-1994
Después de algunos papeles menores, recibió un papel importante en la película dramática de 1986, River's Edge, que mostraba cómo un asesinato afectaba a un grupo de adolescentes. Tras el éxito de esta película, apareció a finales de la década de 1980 en varias películas dirigidas a audiencias adolescentes, incluidos los papeles principales en Permanent Record y la exitosa comedia de 1989, Bill & Ted's Excellent Adventure, junto con su secuela de 1991, Bill & El viaje falso de Ted. El mismo año tuvo un papel destacado en la película Parenthood. 
Desde 1991, Reeves ha tocado el bajo en la banda de rock alternativo Dogstar. A principios de la década de 1990, comenzó a salir del período de películas adolescentes. Apareció en películas de acción de alto presupuesto como Point Break, por la que ganó el premio "Most Desirable Male" de MTV en 1992. Participó en varias películas independientes de bajo presupuesto, incluida la bien recibida película de 1991, My Own Private Idaho junto a River Phoenix. En 1992, interpretó a Jonathan Harker en la exitosa película dirigida por Francis Ford Coppola, Bram Stoker, Drácula. 

### Ascenso en el cine: 1994-1999
En 1994, su carrera alcanzó un nuevo récord gracias a su papel protagonista en la película de acción Speed. Su casting en la película fue controvertido, ya que, a excepción de Point Break, fue principalmente conocido por comedias y dramas independientes. Nunca había sido el único protagonista de una película. La película de acción de verano tenía un presupuesto bastante elevado y fue dirigida por el veterano director de fotografía Jan de Bont en su debut como director. 
Las opciones después de Speed fueron eclécticas: a pesar de sus éxitos, Reeves continuó aceptando papeles secundarios y apareció en películas experimentales. Obtuvo éxito con un papel principal romántico en A Walk in the Clouds. Hizo noticia al negarse a participar en Speed 2: Cruise Control, a pesar de los US$11 millones que ofrecieron pagarle, que habría sido la cifra más grande hasta la fecha, para viajar con su banda y desempeñar el papel principal en una producción de Hamlet en Winnipeg, Manitoba, en 1995 en el Manitoba Theatre Center. De su interpretación, Roger Lewis, el crítico teatral del Sunday Times, escribió: "Encarnó la inocencia, la espléndida furia, la gracia animal de los pasos agigantados, la violencia emocional, que forma el Príncipe de Dinamarca... Es uno de los tres mejores Hamlet que he visto, por una simple razón: él es Hamlet ". Pero, según Reeves, su decisión de no participar en Speed 2 lo dejó en la lista negra de 20th Century Fox hasta que llegó El día en que la Tierra se detuvo.
Sin embargo, las elecciones de Reeves después de A Walk in the Clouds fracasaron con la crítica y el público. Películas de gran presupuesto como la película de acción de ciencia ficción Johnny Mnemonic y el thriller de acción Chain Reaction fueron criticadas y fracasaron en la taquilla, mientras que las películas independientes como Feeling Minnesota también fueron fracasos con la crítica. Reeves finalmente comenzó a salir de su carrera después de protagonizar el drama de terror The Devil's Advocate junto a Al Pacino y Charlize Theron. Tomó un recorte de US$1 millón para The Devil's Advocate para que Pacino fuera elegido, y más tarde tomó un recorte salarial del 90 por ciento por la menos exitosa The Replacements para garantizar el lanzamiento de Gene Hackman. The Devil's Advocate hizo buena taquilla y acaparó buenas críticas.

### Estrellato en Hollywood yMatrix: 1999-2009

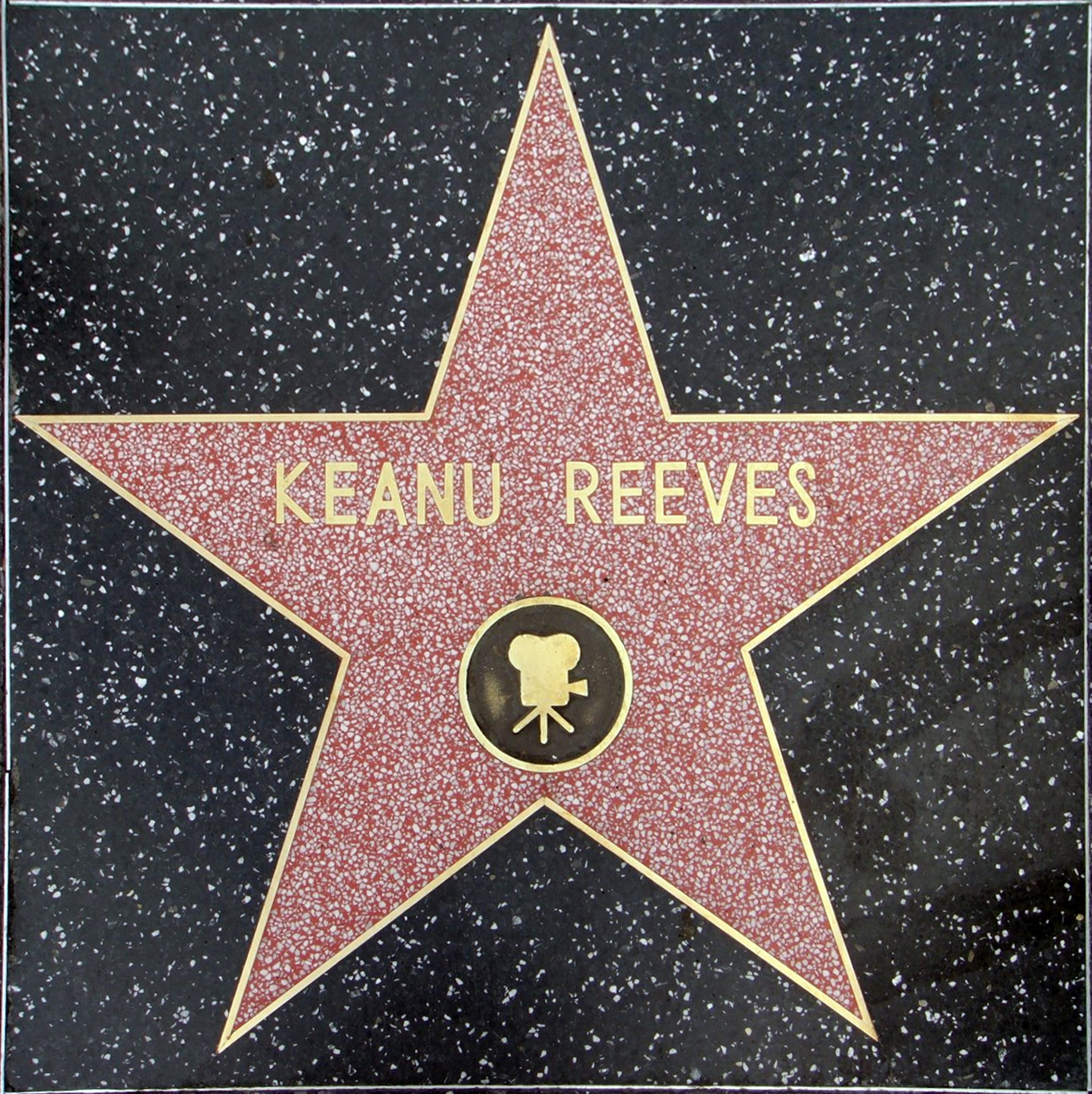
La estrella de Reeves en el Paseo de la Fama de Hollywood.

El éxito de ciencia ficción-acción de 1999, The Matrix, fue una película en la que Reeves tuvo un papel protagonista. La hizo a los 35 años de edad y fue un éxito de taquilla que atrajo críticas positivas.
Entre la primera película de Matrix y sus secuelas, Reeves recibió críticas positivas por su interpretación de un marido abusivo en The Gift. Aparte de The Gift, Reeves apareció en varias películas que recibieron críticas en su mayoría negativas y beneficios de taquilla poco impresionantes, entre ellas The Watcher, Sweet November y The Replacements. Sin embargo, las dos secuelas de Matrix, The Matrix Reloaded y The Matrix Revolutions, además de Something's Gotta Give y la película de terror de 2005, Constantine, fueron éxitos taquilleros y dieron a Reeves el reconocimiento del público. Actuó con la banda Becky durante un año, pero renunció en 2005, citando su falta de interés en perseguir una carrera musical seria.
A principios de 2005, sus logros en Hollywood fueron reconocidos por el Hollywood Walk of Fame con una estrella ubicada en 6801 Hollywood Boulevard.
Su aparición en A Scanner Darkly (2006), basada en la distópica novela de ciencia ficción de Philip K. Dick, recibió críticas favorables, y The Lake House, con Sandra Bullock, fue un éxito en la taquilla. Luego pasó a interpretar el personaje principal en dos películas de 2008, Street Kings y The Day the Earth Stood Still. En febrero de 2009 protagonizó la película de la directora Rebecca Miller, The Private Lives of Pippa Lee, que se estrenó en Berlinale.

### Cine ecléctico yJohn Wick: 2009-presente
A partir de 2008, comenzó la preproducción de su debut como director, Man of Tai Chi. La película es una narrativa multilingüe, en parte inspirada en la vida de su amigo, el especialista Tiger Chen. El rodaje se produjo en China continental y Hong Kong. Durante los cinco años de guion y producción de Man of Tai Chi, Reeves actuó en varias películas B con papeles principales como Henry en Henry's Crime (2010) y John en Generation Um ... (2012). Durante ese tiempo, también interpretó a Kai en 47 Ronin, que fue muy criticada. Los críticos atribuyen en gran parte el bajo rendimiento de la película a su dirección, ritmo, enfoque en efectos especiales y edición. 
En 2011 volvió a otros medios artísticos. Después de haber tocado música al principio de su carrera, hizo una incursión en la literatura escribiendo el texto de un "libro de imágenes para adultos" titulado Oda a la felicidad. El texto fue complementado por ilustraciones de Alexandra Grant. En 2011, produjo el documental Side by Side sobre la suplantación de películas fotoquímicas por tecnología de cámara digital; Reeves entrevistó a varios directores célebres, incluidos James Cameron, Martin Scorsese y Christopher Nolan. 
La primera película de Reeves, Man of Tai Chi, se estrenó en 2013 y fue presentada en el Festival de Cine de Beijing y en el Festival de Cine de Cannes. El trabajo fue premiado en Beijing y elogiado por el reconocido director de películas de género de acción, John Woo. 
Reeves ha seguido actuando mientras exploraba otras formas de arte. En octubre de 2014, interpretó el papel principal en el thriller de acción John Wick. La película, protagonizada por Reeves como un asesino a sueldo retirado, se abrió a críticas positivas y se portó muy bien en la taquilla. Repitió el papel en John Wick: Capítulo 2 (2017), y nuevamente en John Wick: Capítulo 3 - Parabellum (2019), ambas con muy buena recepción por parte del público y la crítica. 
En 2016, participó en el thriller de terror The Neon Demon y en el romance distópico The Bad Batch. Reeves hizo un cameo en la película de comedia de acción Keanu. El director de Keanu, Peter Atencio, reveló que los realizadores habían contactado a la gerencia de Reeves para su participación en la película, pero se negaron en su nombre. Cuando la hermana de Reeves le mostró el tráiler, Reeves contactó a los realizadores directamente para aparecer en la película. Como esta ya se había completado en su mayor parte, decidieron rodar una escena en la que él le habla al gatito.
Reeves se unió a Winona Ryder en La boda de mi ex, película de 2018, que narra la historia de ambos como invitados a la boda, en la que desarrollan un afecto mutuo. Anteriormente habían trabajado juntos en otras películas, como Drácula de Bram Stoker, A Scanner Darkly y The Private Lives of Pippa Lee (aunque sus personajes no interactúan en esta película).

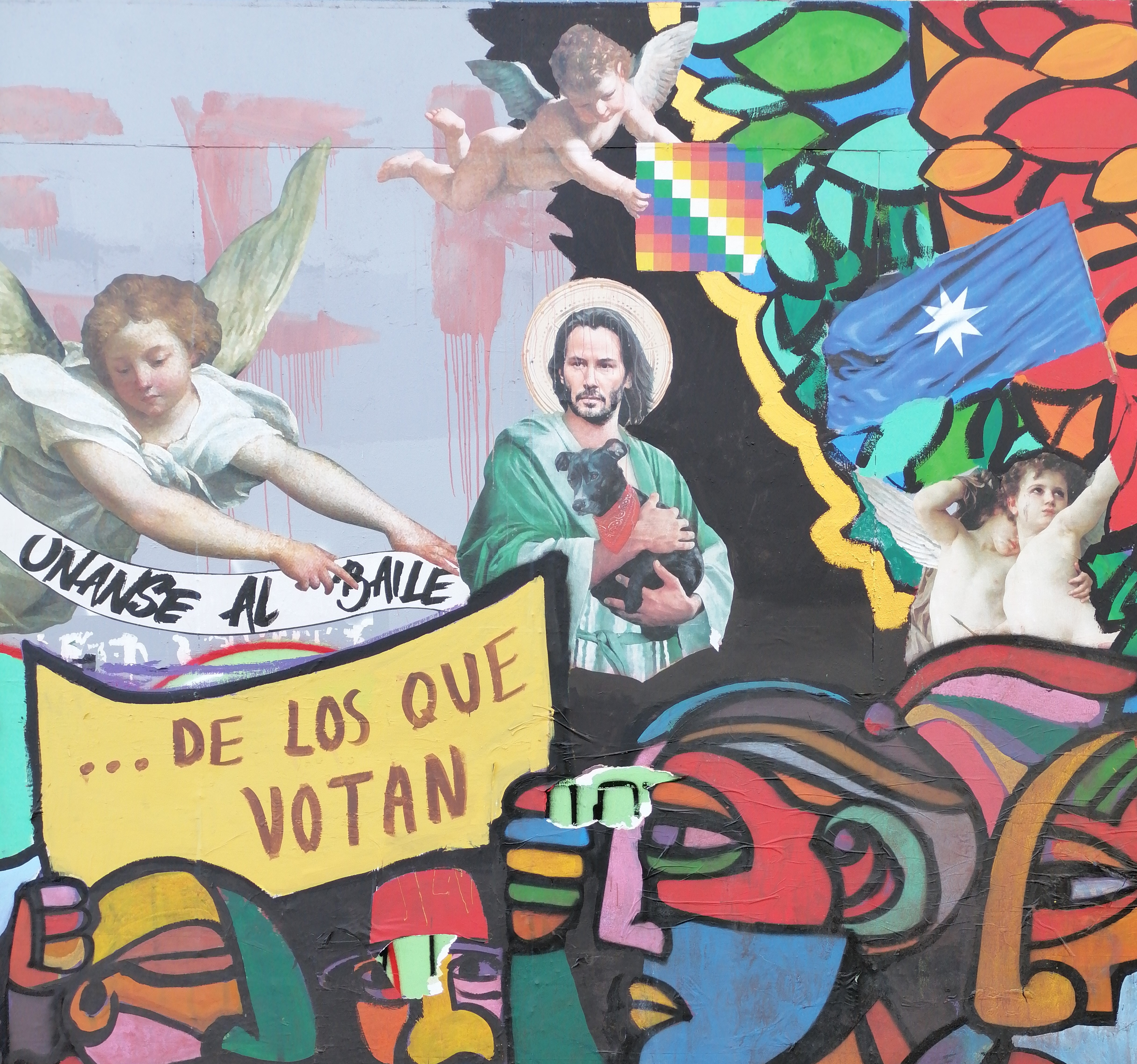
Mural con la figura del actor en Santiago de Chile.

Keanu Reeves se interpretó a sí mismo en la película comedía romántica Quizás para siempre estrenada en mayo de 2019. El casting de Reeves fue pensado inicialmente, para ser "un sueño imposible", ya que cumpliría un rol esencial en la película. "Él es el chico de los sueños", dijo Nahnatchka Khan directora de la película. Reeves, es un gran fanático del stand-up de Ali Wong (protagonista y coguionista de la película), asimiló el papel desde el principio y encontró una manera de rodar sus escenas según su horario. "Me dijo: 'Me sentiría honrado de ser parte de esta historia de amor'", dijo Khan. Reeves entre las grabaciones de John Wick buscó tiempo para viajar a Los Ángeles y grabar las escenas de Quizás para siempre. "Él leyó el guion completo y se dio cuenta de cómo encajaba su personaje... Cuando estábamos filmando ese día, él propuso muchos chistes porque pensó que sería divertido" aseguró Wong. La película de Netflix tuvo una buena crítica y una sobresaliente actuación de Keanu, en la que el actor se interpreta a sí mismo, se burla de las críticas que le ha hecho la prensa sobre su personalidad y trayectoria.

### Futuros proyectos
En enero de 2009 se anunció que Reeves protagonizaría una adaptación cinematográfica de acción en vivo de la serie de anime Cowboy Bebop, inicialmente programada para estrenarse en 2011. Debido a problemas de presupuesto, el script tuvo que reescribirse. El estado del proyecto es actualmente desconocido, y sus perspectivas son más inciertas ahora que Netflix ha anunciado una serie de televisión de acción en vivo. 
En abril de 2011, Reeves declaró que era posible una tercera entrega de la serie Bill & Ted. En diciembre de 2013, siguió trabajando en la película durante la grabación de The Today Show de NBC, "Estoy abierto a la idea de eso. Creo que es bastante surrealista, interpretar a Bill y Ted a los 50. Pero tenemos una buena historia en eso. Puedes ver la vida y la alegría en esos personajes, y creo que al mundo siempre le vendría bien algo de vida y alegría". En mayo de 2018, "Bill y Ted 3" se confirmó oficialmente con el título Bill & Ted Face the Music para estrenarse en 2020. Reeves ha sido vinculado a The Modern Ocean.
Se anunció que el primer festival de cine de Keanu Reeves en Europa, titulado KeanuCon, se celebrará en Glasgow, Escocia. Programado en un principio en el cumpleaños de Reeves en septiembre de 2018, se pospuso debido a un incendio en la escuela de arte de Glasgow. El festival se celebró los días 27 y 28 de abril de 2019, con la proyección de nueve películas durante dos días, entre las que se incluyeron My Own Private Idaho, Speed, The Matrix, Constantine, el debut como director de Reeves, Man of Tai Chi, y John Wick.
A principios de mayo de 2019 se anunció la cuarta parte de John Wick para su estreno en 2022 y en agosto de 2019 se anunció la cuarta entrega de Matrix que comenzó a filmarse en 2020 y que se estrena a finales de 2021.
En 2024 se anunció que dará voz al personaje Shadow en la película Sonic the Hedgehog 3.

## Vida personal

### Familia

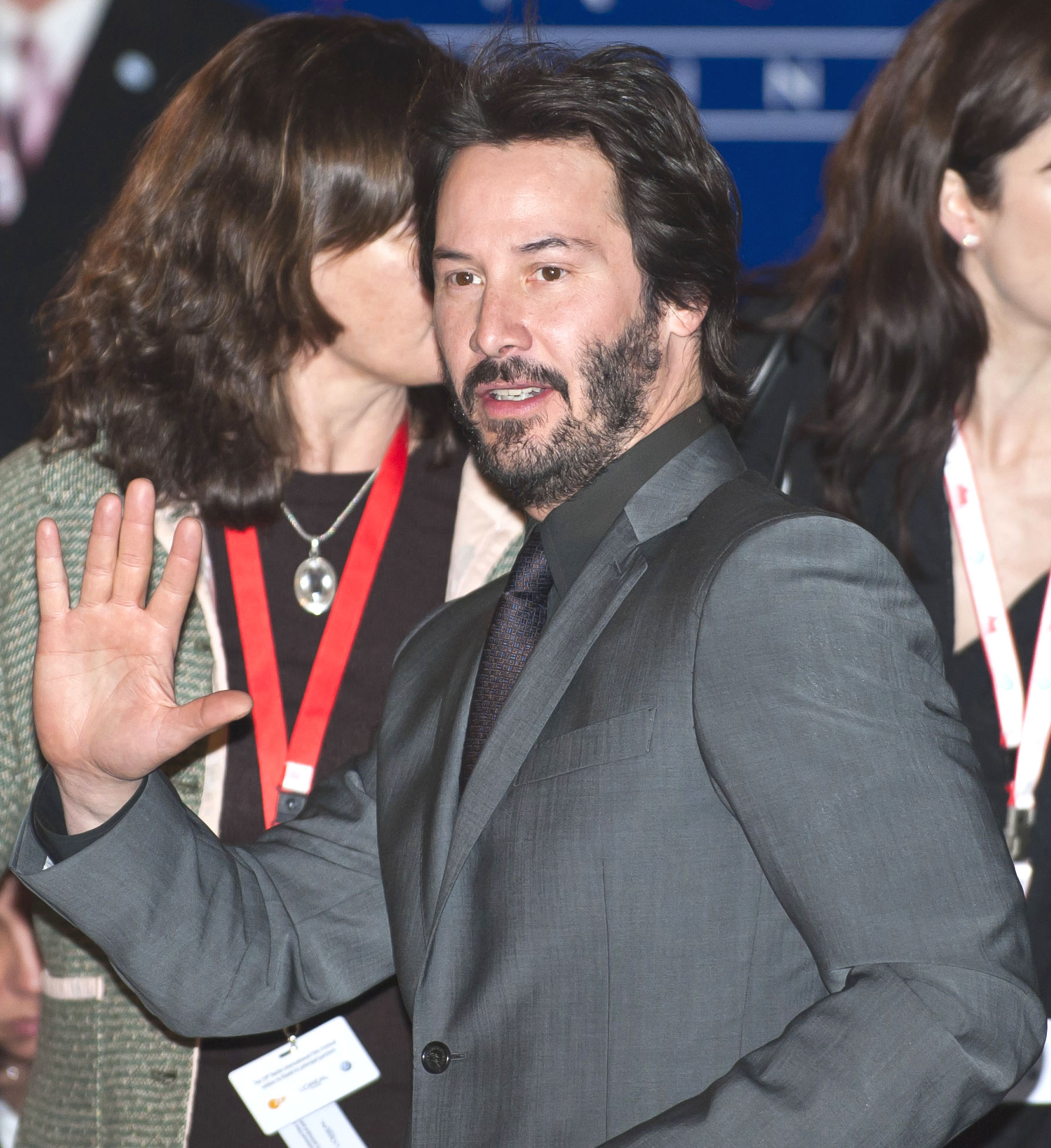
Reeves en febrero de 2009.

Creció como canadiense y se identifica como tal, y tiene una tarjeta verde. El padre biológico de Reeves nació en Estados Unidos, pero Reeves requería una tarjeta verde, ya que no era candidato a reclamar la nacionalidad automáticamente por haber nacido en el extranjero. 
El 24 de diciembre de 1999, la novia de Reeves, Jennifer Syme, dio a luz con ocho meses a Ava Archer Syme-Reeves, que nació sin vida. La tensión y dolor que esto produjo en la relación ocasionarían la ruptura varias semanas más tarde. El 2 de abril de 2001, Jennifer Syme estaba conduciendo sola en el bulevar Cahuenga de Los Ángeles cuando chocó con tres coches estacionados, dando varias vueltas de campana para finalmente salir disparada de su coche. Las autoridades comunicaron que falleció en el acto. Según los informes, estaba tomando antidepresivos, que la policía encontraría en su automóvil. Reeves, que estaba a punto de comenzar a rodar las secuelas consecutivas de Matrix durante la primavera siguiente, buscó "paz y tiempo" para asumir la tragedia acaecida según dijo su amigo Bret Domrose, guitarrista de la banda de rock alternativo Dogstar, donde también toca Reeves.
Aunque a menudo se lo describe como budista o ateo, incluso cuando se le menciona en una lista de "ateos famosos", Reeves no es religioso y ocasionalmente ha expresado su creencia en Dios o en algún otro poder superior, declarando: "Creo en Dios y en el diablo, pero no tienen que tener horcas ni una larga barba blanca". Ha aclarado que tiene mucho interés y respeto por el budismo, pero no se ha "refugiado en el dharma". En septiembre de 2013, cuando se le preguntó si era una persona espiritual, respondió con una sonrisa: "¿Creo en Dios, la fe, la fe interior, el yo, la pasión y las cosas? ¡Sí, por supuesto! Soy muy espiritual. Supremamente espiritual. Generosamente espiritual. Supremamente abundante". Reeves generalmente ha sido reticente a hablar respecto a sus creencias espirituales, diciendo que es algo "personal y privado".
En 2010, una imagen de Reeves se convirtió en un meme de Internet después de que fotos de él, aparentemente deprimido mientras estaba sentado en un banco del parque comiendo a solas, se publicaron en un tablero de 4chan. Las imágenes fueron distribuidas a través de varios blogs y noticieros. Dichas imágenes llevaron a que el meme "Keanu is Sad" o "Sad Keanu" se difundiera en foros de Internet. Un día festivo no oficial se creó cuando una página de fanes de Facebook declaró el 15 de junio como "Día de Keanu". En el primer aniversario de "Cheer-up Keanu Day", Reeves fue entrevistado para un artículo en el periódico británico The Guardian.

### Asuntos legales
En 2008, Reeves fue demandado en el Tribunal Superior de Los Ángeles por el paparazzi Alison Silva. La fracasada demanda de US$711 974 (equivalente a $1 007 548 en 2023) denunciaba que Reeves golpeó e hirió a Silva con un Porsche después de concluir una visita familiar a una clínica de Los Ángeles. La demanda tomó un año y medio para llegar a juicio, tiempo durante el cual Silva continuó atacando a Reeves y exigiendo el pago. En el juicio, los 12 miembros del jurado rechazaron la demanda, habiendo necesitado solo una hora de deliberación para alcanzar el veredicto.
En 2014, dos acosadoras invadieron su casa en Hollywood Hills. El 12 de septiembre de 2014, Reeves se despertó y encontró a una acosadora en su biblioteca, quien le dijo que estaba allí para reunirse con él. Mientras Reeves hablaba con calma con ella, llamó a la policía, quien llegó y la arrestó para luego someterla a una evaluación psicológica. Tres días después, una segunda acosadora se adentró en su casa a través de una puerta que una empleada de limpieza había dejado abierta. La intrusa se despojó de su ropa y se dio una ducha antes de nadar desnuda en su piscina. El equipo de limpieza sospechó y alertó a Reeves, que no estaba en casa. Luego notificó a la policía y la acosadora fue detenida.

### Filantropía y negocios
Reeves creó una organización benéfica contra el cáncer y decidió no relacionar su nombre con la organización; también ha apoyado a PETA, la Fundación SickKids y Stand Up to Cancer. En 2014, dijo en una entrevista que su hermana Kim había luchado contra la leucemia durante más de una década.
Se cita a Reeves diciendo: "El dinero es lo último en lo que pienso. Podría vivir de lo que ya he hecho durante los próximos siglos". Se ha rumoreado que Reeves dio casi 80 millones de dólares estadounidenses de sus 114 millones de ganancias de las secuelas de The Matrix, The Matrix Reloaded y The Matrix Revolutions, al personal de efectos especiales y maquillaje. El rumor ha sido desmentido por el personal de efectos especiales, que lo atribuyen a una leyenda urbana. Probablemente había partido de un acuerdo que Reeves hizo con los productores de The Matrix Reloaded, en el que renunciaba contractualmente a un porcentaje de las ganancias en taquilla. Según se informa, lo hizo para permitir que los productores tuvieran mayor flexibilidad para disponer de un amplio presupuesto en materia de efectos especiales. La cuantía de la parte cedida por Reeves se ha estimado en 38 millones de dólares estadounidenses, que se añadió al presupuesto general de la película, en lugar de ir directamente a los efectos especiales.
Cofundó una compañía de producción, Company Films. La compañía ayudó a producir Henry's Crime, una película que Reeves protagoniza.
Un ávido motociclista, Reeves cofundó Arch Motorcycle Company, que fabrica y vende motocicletas personalizadas.

## Negocios y filantropía

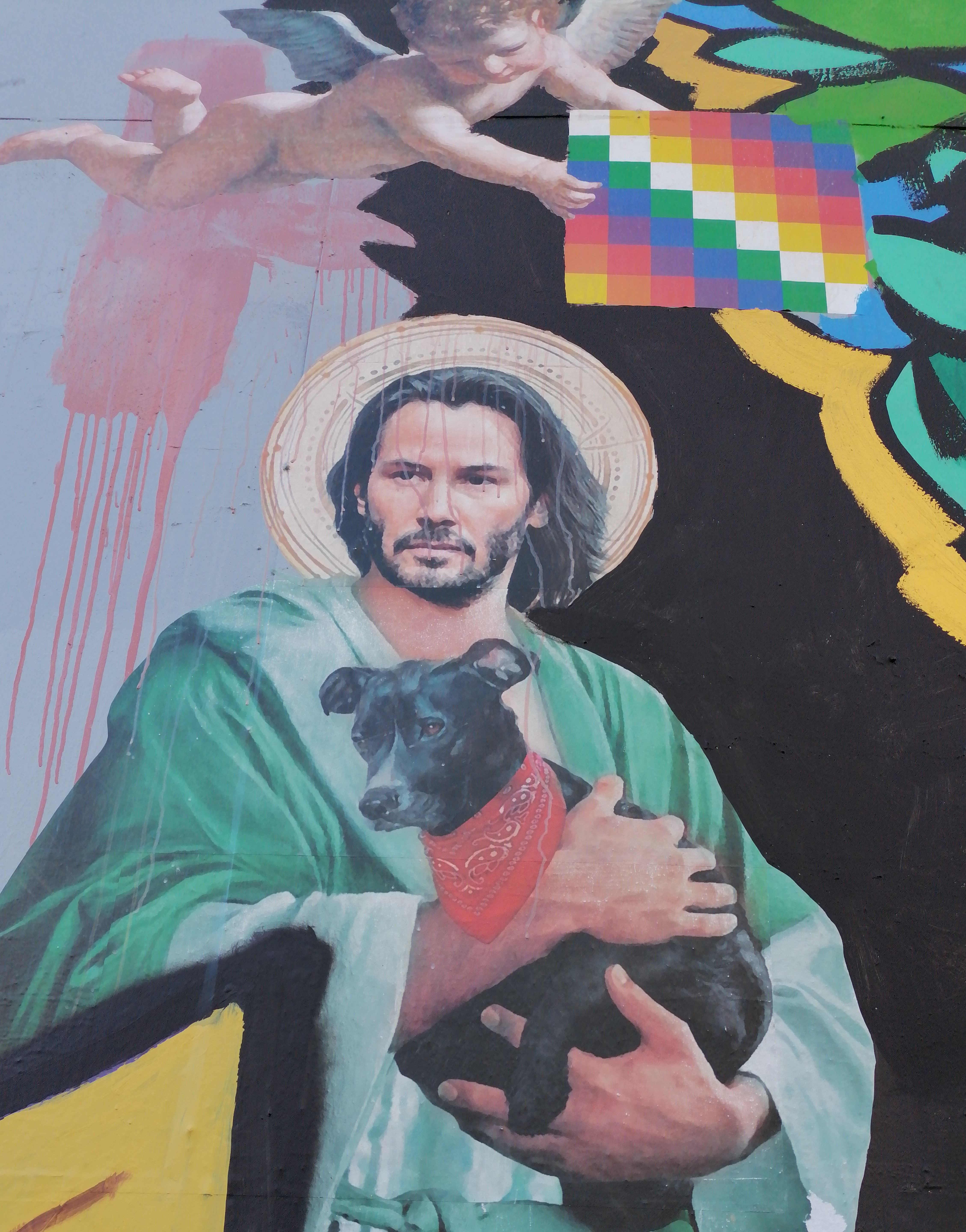
Mural de Reeves en Santiago de Chile

Reeves respalda diversas organizaciones benéficas y causas sociales. En reacción a la lucha de su hermana contra la leucemia, estableció una fundación privada dedicada a la lucha contra el cáncer, la cual apoya a hospitales infantiles y financia investigaciones sobre esta enfermedad. En junio de 2020, se unió como voluntario a Camp Rainbow Gold, una organización benéfica de Idaho que se enfoca en la lucha contra el cáncer en niños. Reeves fue destacado como una de las 100 personalidades influyentes en el ámbito de la oncología por OncoDaily. Reeves expresó: «El dinero no es una de mis principales preocupaciones. Podría subsistir con lo que he acumulado durante los próximos siglos». Se decía que Reeves había donado una suma considerable, que oscila entre 35 y 125 millones de dólares, de sus ingresos por Matrix a los equipos de efectos especiales y maquillaje. No obstante, esta afirmación ha sido notablemente exagerada; Reeves acordó un trato más modesto, renunciando a su derecho contractual a recibir un porcentaje de las ganancias de las secuelas a cambio de un mayor presupuesto para los efectos especiales. Durante la producción de esa película, Reeves escuchó que un miembro del equipo estaba teniendo "problemas familiares" y decidió regalarle al hombre 20.000 dólares para ayudarlo con sus finanzas. Como regalo de envoltura para el equipo de doce personas de The Matrix Reloaded (2003), Reeves compró motocicletas Harley-Davidson para cada uno de los miembros, diciendo sobre los regalos, "Solo quería... dar un agradecimiento aún mayor a todos estos muchachos que me ayudaron a hacer esto".
Después de filmar John Wick: Capítulo 4, Reeves, Chad Stahelski y el instructor de jiu-jitsu brasileño Dave Camarillo, firmaron un uniforme de entrenamiento exclusivo que se subastó en marzo de 2023 para recaudar fondos para el Hospital de Investigación Infantil St. Jude. Reeves también obsequió a su equipo personal de especialistas para la película con relojes Rolex Submariner personalizados y grabados, y compró a cada uno de los equipos de especialistas del Capítulo 4, cada uno con camisetas personalizadas que indicaban cuántas veces "murieron" en la película los distintos extras que interpretaron. En 2024, Reeves firmó un contrato de un día con los Windsor Spitfires y firmó artículos que se subastaron en beneficio de la Asociación Canadiense de Salud Mental de Windsor-Essex.
Reeves cofundó una compañía de producción, Company Films, con su amigo Stephen Hamel. En 2011, Reeves, un ávido motociclista, cofundó Arch Motorcycle Company, que construye y vende motocicletas custom, con Gard Hollinger. En 2017, Reeves, Jessica Fleischmann y Alexandra Grant fundaron la editorial X Artists' Books (también conocida como XAB). Ha escrito dos libros con Grant: Oda a la felicidad y Sombras; proporcionó el texto para sus fotografías y arte.

## Premios y nominaciones
| Año  | Premio              | Categoría                                  | Trabajo nominado                                          | Resultado | Ref     |
| ---- | ------------------- | ------------------------------------------ | --------------------------------------------------------- | --------- | ------- |
| 2025 | Kids' Choice Awards | Voz masculina favorita de película animada | Por su voz de Shadow the Hedgehog en Sonic 3, la película | Nominada  | [ 104 ] |

## Otras lecturas
- «Keanu Reeves Articles & Interviews Archive, 1986–2016». Consultado el 25 de noviembre de 2016.
- «Pondering the mysterious Keanu Reeves». CNN. 5 de noviembre de 2003. Archivado desde el original el 30 de abril de 2008. Consultado el 8 de octubre de 2014.
- «Seven magazine interview with Keanu Reeves». Seven magazine. Archivado desde el original el 8 de enero de 2011. Consultado el 2 de diciembre de 2014.
- Bystedt, Karen Hardy (September 1988). The New Breed: Actors Coming of Age. Henry Holt and Company. ISBN 978-0-8050-0774-9. Consultado el 2 de diciembre de 2014.
- DeAngelis, Michael (2001). Gay Fandom and Crossover Stardom: James Dean, Mel Gibson, and Keanu Reeves. Durham: Duke University Press. ISBN 0-8223-2728-7.
- Ong, Soh Chin (15 de mayo de 2003). «A Man of Many Faces». The Straits Times (Singapur).
- Fleming, Michael (April 2006). «Playboy Interview: Keanu Reeves». Playboy: 49-52, 140-141. Consultado el 2 de diciembre de 2014.
- Howell, Peter (4 de mayo de 2003). «Reeves Reloaded». Toronto Star. Consultado el 2 de diciembre de 2014.
- Makela, Bob (5 de agosto de 2000). «Keanu Reeves: All the right moves». USA Weekend. Consultado el 2 de diciembre de 2014.
- Roman, Shari (1 de febrero de 1988). «Keanu Reeves – Hawaiian Punk». Details. Consultado el 2 de diciembre de 2014.
- Shnayerson, Michael (August 1995). «The Wild One». Vanity Fair. Consultado el 2 de diciembre de 2014.